# Список лауреатов премии имени Мусы Джалиля
Республиканская премия имени Мусы Джалиля (тат. Муса Җәлил исемендәге республика премиясе) — премия, учреждённая в 1997 году президентом Республики Татарстан и присуждаемая кабинетом министров Республики Татарстан за заслуги в области литературы, искусства, науки и образования, а также молодёжного предпринимательства. Ранее, в 1968—1990 годах существовала в Татарской АССР как Премия комсомола Татарии имени Мусы Джалиля (тат. Муса Җәлил исемендәге Татарстан комсомолы премиясе) и присуждалась за достижения в искусстве, науке, технике и производстве.

## Лауреаты премии Джалиля
| Год  | Лауреат | Основание для награждения | П             |
| ---- | --- | --- | ------------- |
| 1968 | Ильдар Юзеев | за сборник поэм и баллад «Миляуша» | [ 1 ] [ 2 ]   |
| 1968 | Васил Маликов | за работы «Мулланур Вахитов», «Муса Джалиль», монумент «Павшим в борьбе за Советскую власть» | [ 1 ] [ 2 ]   |
| 1970 | Равиль Файзуллин | за сборник стихов «Мрамор» | [ 1 ] [ 3 ]   |
| 1970 | Юрий Федотов | за исполнение роли Михаила в спектакле «Зыковы» М. Горького; Лукашина – в спектакле «Однажды в новогоднюю ночь» Э. Брагинского и Э. Рязанова                                                                    | [ 1 ] [ 3 ]   |
| 1972 | Ренат Харис | за создание первой национальной оратории «Человек» | [ 1 ] [ 3 ]   |
| 1972 | Мирсаид Яруллин | за создание первой национальной оратории «Человек» | [ 1 ] [ 3 ]   |
| 1972 | Татарский народный хор дворца культуры им. В. И. Ленина, худ. рук. Суфия Шагеева                                                            | за концертно-исполнительную деятельность и большие успехи в развитии самодеятельного художественного творчества                                                                                                 | [ 1 ] [ 3 ]   |
| 1974 | Туфан Миннуллин | за пьесы «Сыновья», «Судьбы, избранные нами» | [ 4 ] [ 3 ]   |
| 1974 | Народный хореографический ансамбль «Юность» дворца культуры имени 10-летия ТАССР, худ. рук. Геннадий Скалозубов                             | нет данных | [ 4 ] [ 3 ]   |
| 1976 | Гази Кашшаф | за исследование жизни и творчества поэта-героя М. Джалиля | [ 5 ] [ 3 ]   |
| 1976 | Рафаэль Мустафин | за исследование жизни и творчества поэта-героя М. Джалиля | [ 5 ] [ 3 ]   |
| 1976 | Валерий Скобеев | за работы «Комсомольская молодёжная», «Чайки над Камой», «Джалиль», «Дорога», «Сельская жизнь», «У памятника Джалилю»                                                                                           | [ 5 ] [ 3 ]   |
| 1978 | Фанис Яруллин | за книги «Неразлучный друг», «Дыхание» | [ 6 ]         |
| 1978 | Народный ансамбль «Саз» клуба химзавода «ПО Тасма» имени В. В. Куйбышева, худ. рук. Рифкат Гумеров                                          | нет данных | [ 6 ]         |
| 1978 | Равиль Шарафеев | за создание сценических образов в спектаклях «Дружеский разговор» (Т. Миннуллин), «Река Белая» (М. Амир), «Не бросай огонь, Прометей!» (М. Карима), «Безумный день» (П. Бомарше)                                | [ 6 ]         |
| 1978 | Наиль Дунаев | за создание сценических образов в спектаклях «Дружеский разговор» (Т. Миннуллин), «Река Белая» (М. Амир), «Не бросай огонь, Прометей!» (М. Карима), «Безумный день» (П. Бомарше)                                | [ 6 ]         |
| 1978 | Зиннур Нурмухаметов | нет данных | [ 6 ]         |
| 1980 | Рашид Абдуллин | за цикл эстрадных песен 1978—1980 гг. | [ 5 ] [ 7 ]   |
| 1980 | Наиль Валитов | за создание фильмов «Джалиль — страницы борьбы», «Дорога на сабантуй» | [ 5 ] [ 7 ]   |
| 1980 | Авис Привин | за создание фильмов «Джалиль — страницы борьбы», «Дорога на сабантуй» | [ 5 ] [ 7 ]   |
| 1982 | Разиль Валеев | за повесть «Хочется жить» и за цикл песен для молодёжи | [ 5 ] [ 7 ]   |
| 1982 | Роберт Миннуллин | за сборники для детей «Акбай смотрит цирк», «Семеро запрягают коня», «Полетели на Луну» и за активную пропаганду литературы по телевидению                                                                      | [ 5 ] [ 7 ]   |
| 1982 | Театр юного зрителя имени Ленинского комсомола                                                                                              | за большую работу по коммунистическому воспитанию молодёжи | [ 5 ] [ 7 ]   |
| 1984 | Ризван Хамид | за пьесы «Под знаком Марса», «Охота на волков» | [ 5 ] [ 8 ]   |
| 1984 | Татарская цирковая группа «Юность» Союзгосцирка                                                                                             | за цикл концертно-развлекательных программ 1982—1984 гг. и большой вклад в дело воспитания дружбы народов СССР                                                                                                  | [ 5 ] [ 8 ]   |
| 1984 | Алсу Гарифуллина, худ. рук. вокального ансамбля «Әйлән-бәйлән» Чирки-Гришинской средней школы Буинского района                              | за большую работу по коммунистическому воспитанию молодёжи | [ 5 ] [ 8 ]   |
| 1984 | Владимир Муравьёв | за большую работу по коммунистическому воспитанию молодёжи | [ 5 ] [ 8 ]   |
| 1986 | Римма Ибрагимова | за концертную программу, посвящённую 40-летию Победы, за концертную деятельность 1984—1986 гг. | [ 9 ]         |
| 1986 | Струнный квартет Казанской государственной консерватории, худ. рук. Шамиль Монасыпов                                                        | за концертную деятельность 1984—1986 гг. и большую работу по эстетическому воспитанию молодёжи | [ 9 ]         |
| 1986 | Равиль Бухараев | за переводы на русский язык произведений М. Джалиля и Г. Тукая | [ 9 ]         |
| 1986 | Детский хор дворца пионеров и школьников им. А. Алиша                                                                                       | нет данных | [ 9 ]         |
| 1986 | Клуб технического творчества «Факел» Вахитовского района                                                                                    | нет данных | [ 9 ]         |
| 1986 | Социально-педагогический комплекс при школе № 16 г. Нижнекамска                                                                             | нет данных | [ 9 ]         |
| 1988 | Зульфат | за книгу стихов «Осенние костры», поэму «Последняя ночь» и цикл стихов, опубликованных в журналах «Казан утлары», «Ялкын»                                                                                       | [ 9 ]         |
| 1988 | Рубин Абдуллин | за пропаганду органной музыки | [ 9 ]         |
| 1988 | Константин Васильев | за картину «Парад — 41» | [ 9 ]         |
| 1988 | Дамир Сиразиев | за создание спектакля «Плаха» (Ч. Айтматов) Татарского государственного академического театра им. Г. Камала | [ 9 ]         |
| 1988 | Сергей Скоморохов | за создание спектакля «Плаха» (Ч. Айтматов) Татарского государственного академического театра им. Г. Камала | [ 9 ]         |
| 1988 | Нариман Гарифуллин | за создание спектакля «Плаха» (Ч. Айтматов) Татарского государственного академического театра им. Г. Камала | [ 9 ]         |
| 1988 | Шамиль Бариев | за создание спектакля «Плаха» (Ч. Айтматов) Татарского государственного академического театра им. Г. Камала | [ 9 ]         |
| 1988 | Ильдус Ахметзянов | за создание спектакля «Плаха» (Ч. Айтматов) Татарского государственного академического театра им. Г. Камала | [ 9 ]         |
| 1988 | Зульфира Зарипова | за создание спектакля «Плаха» (Ч. Айтматов) Татарского государственного академического театра им. Г. Камала | [ 9 ]         |
| 1988 | Литературно-музыкальное объединение «Җидегән чишмә», худ. рук. Рахмай Хисматуллин                                                           | нет данных | [ 9 ]         |
| 1988 | Риф Гатауллин | за пропаганду национального музыкального искусства | [ 9 ]         |
| 1988 | Гульзада Сафиуллина | за пропаганду национального музыкального искусства | [ 9 ]         |
| 1990 | Ркаил Зайдулла | за книгу стихов «Провидение» | [ 10 ]        |
| 1990 | Народный ансамбль песни и танца «Агидель» Актанышского района, худ. рук. Робсон Мусин                                                       | нет данных | [ 10 ]        |
| 1990 | Вокально-инструментальный ансамбль «Булгар» Татарской государственной филармонии им. Г. Тукая, худ. рук. Ильгам Мустафин                    | нет данных | [ 10 ]        |
| 1990 | Детская музыкальная хоровая студия «Пионерия Татарии», худ. рук. Наталья Сизова                                                             | нет данных | [ 10 ]        |
| 1990 | Народный эстрадно-хореографический ансамбль «Мгновение», худ. рук. Елена Ишбулатова                                                         | нет данных | [ 10 ]        |
| 1990 | Владимир Федотов | нет данных | [ 11 ]        |
| 2003 | Мударис Валеев | за поддержку молодых талантливых авторов, разработку и выпуск оригинальных серий учебно-методической, детской литературы                                                                                        | [ 12 ] [ 13 ] |
| 2003 | Салават Фатхутдинов | за популяризацию татарского песенного творчества среди молодёжи, поддержку молодых дарований, активную благотворительную деятельность                                                                           | [ 12 ] [ 13 ] |
| 2003 | Общественная молодёжная организация Республики Татарстан «Отечество»                                                                        | за работу по развитию гражданско-патриотического воспитания молодёжи, увековечению памяти участников Великой Отечественной войны                                                                                | [ 12 ] [ 13 ] |
| 2003 | Татарский республиканский молодёжный общественный фонд «Сэлэт»                                                                              | за активную общественную работу по созданию системы социально-психологической адаптации одаренных детей и молодёжи                                                                                              | [ 12 ] [ 13 ] |
| 2005 | Образцовый хореографический ансамбль «Счастливое детство», худ. рук. Светлана Ишкузина                                                      | за работу по воспитанию подрастающего поколения, активную творческую и общественную деятельность | [ 14 ] [ 15 ] |
| 2005 | Творческий коллектив Мензелинского государственного драматического театра имени Сабира Амутбаева                                            | за создание спектаклей «Соннэтче бабай» («Мусульманин»), «Остазбикә» («Учительница», «Во имя любви»), пропаганду творчества татарского классика Г. Исхаки                                                       | [ 14 ] [ 15 ] |
| 2005 | Рифат Фаттахов | за активную общественную деятельность по пропаганде национального культурного наследия среди молодёжи (на примере изучения и пропаганды творческого наследия Р. Вагапова)                                       | [ 14 ] [ 15 ] |
| 2007 | Творческий коллектив Набережночелнинского государственного татарского драматического театра, реж. Фаиль Ибрагимов, гл. роль Чулпан Садыкова | за создание спектакля «Саташу» («Наваждение»), работу по воспитанию подрастающего поколения | [ 16 ] [ 17 ] |
| 2007 | Проект Открытого республиканского телевизионного молодёжного фестиваля эстрадного искусства «Созвездие — Йолдызлык»                         | за поддержку одаренных детей и талантливой молодёжи Республики Татарстан | [ 16 ] [ 17 ] |
| 2007 | Булат Гильванов | за цикл произведений «Алтынчеч» (2000—2006 гг. создания), графика | [ 16 ] [ 17 ] |
| 2007 | Газинур Мурат | за поэтический сборник «Төнге әверелеш» («Ночная метаморфоза») и активную общественную работу с молодёжью | [ 16 ] [ 17 ] |
| 2007 | Лябиб Лерон | за книгу для детей «Кояшны кочкан малай» («Я обнимаю солнце») и активную общественную деятельность по воспитанию подрастающего поколения                                                                        | [ 16 ] [ 17 ] |
| 2009 | Фирдаус Кабиров | за работу по патриотическому воспитанию молодёжи, активную общественную деятельность | [ 18 ] [ 19 ] |
| 2009 | Елена Ишбулатова | за плодотворную работу по эстетическому воспитанию молодёжи, большой вклад в реализацию государственной молодёжной политики                                                                                     | [ 18 ] [ 19 ] |
| 2009 | Ильгиз Зайниев | за большой вклад в развитие современной татарской драматургии | [ 18 ] [ 19 ] |
| 2009 | Набира Гиматдинова | за сборник повестей и рассказов «Капля любви», активную поддержку талантливой молодёжи | [ 18 ] [ 19 ] |
| 2009 | Зиннур Хуснияр | за многолетнюю работу по изданию детского журнала «Салават күпере», татарского журнала театра и эстрады «Сәхнә», создание книг для детей                                                                        | [ 18 ] [ 19 ] |
| 2011 | Филюс Кагиров | за исполнение татарских народных песен и произведений классиков татарской музыки, концертные программы, компакт-диски «Күнелем җырдан тора» и «Исеңдәме»                                                        | [ 20 ] [ 21 ] |
| 2011 | Ярослав Ключников | за инновационную разработку «Арт-пластилин» и внедрение нового вида прикладного искусства в г. Казани | [ 20 ] [ 21 ] |
| 2011 | Альметьевский татарский государственный драматический театр                                                                                 | за спектакль «Балакаем», направленный на борьбу с негативными явлениями в подростковой среде | [ 20 ] [ 21 ] |
| 2011 | Редакция журнала «Ялкын» | за публикации, связанные с духовным и эстетическим воспитанием, защитой прав детей, профессиональной ориентацией школьников                                                                                     | [ 20 ] [ 21 ] |
| 2011 | Коллектив государственного учреждения «Молодёжный центр Республики Татарстан»                                                               | за реализацию молодёжной политики в Республике Татарстан, разработку социальных проектов и проведение благотворительных акций и мероприятий                                                                     | [ 20 ] [ 21 ] |
| 2011 | Алия Иксанова | за победу на XXV Всемирной зимней универсиаде в г. Эрзурум (Турция) | [ 20 ] [ 21 ] |
| 2013 | Эмиль Талипов | за большой вклад в развитие татарского театрального искусства и создание образов Курбанова в спектакле «Любовь бессмертная» Р. Зайдуллы и Асфандияра в спектакле «Мулла» Т. Миннуллина                          | [ 22 ] [ 23 ] |
| 2013 | Эльмира Галимова | за создание музыкальных произведений: арт-оперы «Сөембикә канаты», оратории «Изге ядкәр», музыкальной драмы «Зәйтүнәкәй», за пропаганду своим творчеством национального музыкального искусства нашей республики | [ 22 ] [ 23 ] |
| 2013 | Объединение «Татармультфильм» | за создание коллекции татарских мультфильмов | [ 22 ] [ 23 ] |
| 2013 | Ленар Шаех | за вклад в развитие татарской литературы, за сборники стихов на татарском языке «Дүртенче кат… Бишенче кат…» («Этажи»), «Җылытасы килә дөньяны» («Хочется согреть этот мир»)                                    | [ 22 ] [ 23 ] |
| 2013 | Рузаль Мухаметшин | за книгу стихов «Каралама» («Черновик») | [ 22 ] [ 23 ] |
| 2013 | Николай Улитин | за вклад в развитие науки, за работу «Проектирование радиопрозрачных композиционных материалов с использованием фундаментального системного подхода»                                                            | [ 22 ] [ 23 ] |
| 2015 | Молодёжный центр «Идель» | за вклад в развитие национального воспитания и пропаганду духовного наследия среди татарской молодёжи | [ 24 ] [ 25 ] |
| 2015 | Александра Буховец | за инновационные разработки в области фармацевтической химии и медицины | [ 24 ] [ 25 ] |
| 2015 | Эльмир Низамов | за создание мюзикла «Алтын Казан» и значительный вклад в развитие музыкального искусства Республики Татарстан                                                                                                   | [ 24 ] [ 25 ] |
| 2015 | Рустем Галиуллин | за вклад в развитие татарской литературы и создание книг для молодёжи «Юлларда җил ак иде…» («На дорогах белый ветер…»), «Одиночество»                                                                          | [ 24 ] [ 25 ] |
| 2015 | Луиза Янсуар | за активную общественно-просветительскую деятельность с молодёжью и создание сборника стихотворений «Болан кызы»                                                                                                | [ 24 ] [ 25 ] |
| 2017 | Коллектив Региональной молодёжной общественной организации «Академия творческой молодёжи Республики Татарстан»                              | за значительный вклад в реализацию государственной молодёжной политики Республики Татарстан | [ 26 ] [ 27 ] |
| 2017 | Рамис Аймет | за многолетний вклад и плодотворную работу с творческой молодёжью | [ 26 ] [ 27 ] |
| 2017 | Артём Пискунов | за успехи, достигнутые в области театрального искусства | [ 26 ] [ 27 ] |
| 2017 | Резеда Саляхова | за успехи, достигнутые в области театрального искусства | [ 26 ] [ 27 ] |
| 2017 | Марат Шарипов | за активную общественно-просветительскую работу и значительный вклад в реализацию молодёжных программ | [ 26 ] [ 27 ] |
| 2019 | Нияз Игламов | за организацию Всероссийского фестиваля молодой режиссуры «Ремесло» и большой вклад в развитие театрального искусства Республики Татарстан                                                                      | [ 28 ] [ 29 ] |
| 2019 | Ильфир Якупов | за организацию Всероссийского фестиваля молодой режиссуры «Ремесло» и большой вклад в развитие театрального искусства Республики Татарстан                                                                      | [ 28 ] [ 29 ] |
| 2019 | Канафи Бадиков | за большой вклад в изучение и пропаганду творчества М. Джалиля, составление учебников, учебных программ, учебно-методических пособий и книг                                                                     | [ 28 ] [ 29 ] |
| 2019 | Нурбек Батулла | за работу артиста в хореографическом спектакле «Әлиф» («Зов начала») | [ 28 ] [ 29 ] |
| 2019 | Айдар Сулейманов | за высокое профессиональное мастерство, активную пропаганду национального музыкального искусства и концертно-исполнительскую деятельность                                                                       | [ 28 ] [ 29 ] |
| 2021 | Роман Абдуллин | за выдающиеся достижения в области изобразительного искусства | [ 30 ]        |
| 2021 | Булат Ибрагим | за большую литературно-эстетическую ценность в татарской поэзии нового поколения | [ 30 ]        |
| 2021 | Ильнур Закиров | за большой вклад в сохранение, развитие, популяризацию татарского языка и культуры | [ 30 ]        |
| 2021 | Дина Закирова | за большой вклад в сохранение, развитие, популяризацию татарского языка и культуры | [ 30 ]        |
| 2021 | Иван Захаров | за разработку инновационного проекта «CLEAPL», создание экологически безопасных технологий | [ 30 ]        |
| 2021 | Ильяс Камал | за большой вклад в развитие музыкального искусства Республики Татарстан | [ 30 ]        |
| 2023 | Фаннур Мухаметзянов | за успехи, достигнутые в области театрального искусства | [ 31 ]        |
| 2023 | Лейсан Гатауллина | за успехи, достигнутые в области театрального искусства | [ 31 ]        |
| 2023 | Шаян ТВ | за большой вклад в развитие национальной культуры и популяризацию татарского языка среди детей в области журналистики и телеискусства                                                                           | [ 31 ]        |
| 2023 | Рифат Салах | за большой вклад в развитие литературного творчества и выдающиеся достижения в области литературы | [ 31 ]        |
| 2023 | Илюса Хузина | за успехи, достигнутые в области музыкального искусства | [ 31 ]        |

## Комментарии
1. 1 2  Посмертно.